# Francisco de Toledo
Francisco de Toledo (Oropesa, Toledo, 1516 - Escalona, Toledo, 1582), comte d'Oropesa, va ser administrador colonial i virrei del Perú (1569-1581), durant el regnat de Felip II, amb l'objectiu de posar fi a les sublevacions dels pobles indígenes i consolidar els drets i privilegis reials sobre els dels encomenderos. Va prendre possessió del càrrec el novembre de 1569, substituint el virrei interí Lope García de Castro.
A Francisco de Toledo se'l considera el primer organitzador del virregnat peruà, ja que va establir les bases del que seria el sistema colonial del Perú. Durant el seu mandat, va regular el funcionament de l'encomienda i la mita, que va convertir en la millor forma de garantir mà d'obra barata per a tasques agràries, de construcció i mineres, com les mines de Potosí o de Huancavelica. També va reordenar la població indígena en un sistema de pobles, seguint el patró espanyol, que van rebre el nom de reducciones.
Un dels fets més destacats del seu mandat va ser la implantació al Perú del Tribunal del Sant Ofici de la Inquisició, el 1570. Es tractava de l'únic tribunal amb poder per litigar i jutjar els delictes ideològics i religiosos a les colònies espanyoles d'Amèrica.
El 1572 va posar fi a la resistència inca a Vilcabamba, tot ordenant la destrucció del lloc. Allà va capturar Túpac Amaru, el darrer sobirà inca, que va degollar a la ciutat de Cusco, mort que fou desaprovada pel mateix rei espanyol. També cal destacar la creació de l'Armada de la Mar del Sud, amb l'objectiu de lluitar contra les activitats de pirates anglesos, com Francis Drake, que començaven a arribar a la regió.
Va finalitzar el seu mandat el 1581, quan va ser substituït per Martín Enríquez de Almansa, i va retornar a Espanya, on va morir el 1582, a la ciutat toledana d'Escalona.